# Einar Østby
Einar Østby (n. 17 septembrie 1935, Vinger⁠(d), Hedmark, Norvegia – d. 3 aprilie 2022) a fost un schior de fond ce a reprezentat Norvegia, medaliat olimpic. A participat la 2 ediții ale Jocurilor Olimpice (1960, 1964) în care a câștigat o medalie de argint.